# Репин, Иван Иванович (генерал)
Иван Иванович Репин (1755—1832) — русский военный деятель, генерал от кавалерии (1800), сенатор, бакинский комендант.

## Биография
Родился в 1755 году. Из дворян Симбирской губернии.

### Служба при Екатерине Великой
В 1765 году зачисленный в службу солдатом в лейб-гвардии Преображенский полк, он с 1770 года принимал участие в военных действиях в Архипелаге во время русско-турецкой войны 1768-74 годов. В течение 1772 года был в двух сражениях: в июле месяце — на острове Негропонте, а в ноябре — на острове Митилене. За это время Репин был произведён в капралы (в 1771 году), в подпрапорщики (в 1772 году) и в сержанты (в 1773 году).
По возвращении с места военных действий, Репин отправился в Пензу для свидания с родными и здесь, во время поднявшегося Пугачёвского бунта, был выбран дворянством на службу, в силу манифеста, дававшего такое право желающим офицерам, находившимся в отпуску или в отставке; в рядах местной уланской команды Репин принимал участие в очищении от бунтовщиков Головинщинской волости; за это Репин 29 октября 1774 года был произведён из сержантов гвардии в капитаны армии и определён в Черниговский пехотный полк.
13 февраля 1785 года Репин был отставлен от службы секунд-майором, а в мае следующего года, произведённый в надворные советники, был принят на службу по Водяной коммуникации между Москвой и Санкт-Петербургом. В этой должности Репин пробыл всего год, так как уже в апреле 1787 года вновь перешёл в армию и, будучи переименован в подполковники, вступил в Московский карабинерный полк.
В 1789 году он был послан на передовые посты против десанта, сделанного королём шведским в Бьорке, и здесь, с 22 мая по 23 июля, был ежедневно в делах с неприятелем, за что и был 23 мая 1790 года награждён орденом св. Владимира 4-й степени. По штату за 1789 год числится подполковником в Ростовском кирасирском (карабинерском) полку без наград.
В Общем списке Армии Российской империи за 1792 год Репин Иван  записан как подполковник Воронежского Гусарского Легко-Конного полка сверх комплекта. на тот момент имел одну награду — орден святого Владимира 4-й степени.
Во время войны в Польше в 1794 году Репин находился дежурным при корпусе генерал-поручика князя С. Ф. Голицына и был им командирован с отрядом под местечко Сакати, где заслужил орден св. Георгия 4-й степени (пожалован 15 сентября 1794 года, № 538 по кавалерскому списку Судравского и № 1053 по списку Григоровича — Степанова)
За отличную храбрость, оказанную 20 июля при Салате, где, будучи окружен многочисленными войсками польских мятежников, отразил и прогнал их.
В том же 1794 году, в октябре, был, с чином полковника, переведён в Ахтырский легкоконный полк.

### Служба при Павле, дело Грузиновых и отставка
В январе 1797 года Репин был переведён тем же чином в гусарский Дунина полк. В сентябре того же года он был отстранен от службы, а в ноябре, с пожалованием в генерал-майоры, был вновь принят по армии.
Список генералам по старшинству 1799 года: запись в графе «генерал-майоры при армии»: Репин — в корпусе Ласси.
19 мая 1799 года Репин был назначен командиром Ольвиопольского гусарского полка и уже 29 октября был произведён в генерал-лейтенанты, а 4 марта 1800 года снова был отставлен от службы с производством в генералы от кавалерии, с ношением мундира и пенсионом полного жалования.
В июле того же 1800 года Репин, по Высочайшему указу, был снова принят на службу в чине генерала от кавалерии и послан на Дон для ревизии атаманских дел и Войсковой Канцелярии; сверх того, ему было поручено наблюдение за ходом и ускорение окончания возникшего тогда дела Грузиновых (Евграфа и Петра), обвинявшихся с товарищами в государственном преступлении; для этой же цели вместе с ним был послан генерал Николай Петрович Кожин.
Прибыв на место назначения в Черкасск, Репин так ревностно принялся за дело, что не больше, как в месяц покончил с ним; черкасский прокурор протестовал, — и в результате этого протеста, дошедшего до императора Павла, был послан указ о помиловании виновных. Но Репин и Кожин задержали повеление до тех пор, пока казнь над осуждёнными не была приведена в исполнение, — опираясь в своих действиях на Указ Правительствующего сената от 21 августа 1800 года, в котором было повелено «Евграфа Грузинова, полковника гвардии, за измену (его обвиняли в непочтительных отзывах о государе), лиша чинов и дворянства, нещадно бить кнутом».
Казнь над Грузиновым была совершена 5 сентября 1800 года при следующих обстоятельствах: 
Полиция перед казнью ходила по всем домам Старочеркасска и выгоняла старых и малых обывателей смотреть на экзекуцию. У эшафота на углах поставлено было четыре заряженных пушки, дула которых направлены были в народ. В руках прислуги были зажженные фитили. Ропот и сожаление народа высказывались только причитанием баб и плачевными возгласами мужчин. Битье началось при восходе солнца и продолжалось до 2 часов пополудни. При каждом ударе Грузинов громко произносил: „Господи, помилуй“ — до тех пор, пока третий палач бросил кнут и отошел в сторону; четвертого палача не нашли, а потому решили умертвить Грузинова другим способом: приказали ему напиться холодной воды, отчего он тотчас же и скончался.
27 сентября были казнены остальные товарищи Грузинова: войсковой старшина Иван Афанасьевич Апонасов и три казака; им были отрублены головы.
Сведения об этих зверствах дошли до Павла I и вызвали его возмущение. Император обвинил Репина и Кожина в превышении полномочий и намеренном искажении полученных ими предписаний: Грузинова отнюдь не предполагалось сечь до смерти. Кроме того, приведение приговора в исполнение совпало с днём тезоименитства Великой княгини Елизаветы Алексеевны, супруги наследника престола (то есть с одним из государственных праздников, в который все приговоренные к телесным наказаниям и казни традиционно получали помилование, чего Репин и Кожин не могли не знать). 
13 октября 1800 года  Репин и Кожин были отданы под суд Правительствующего сената, причём Репина император исключил из службы «с отобранием патентов» (лишением чинов). Однако каким-то образом Сенат, по рассмотрении дела, не нашел Репина виновным и представил о том императору, на что воспоследовала Высочайшая резолюция: «дать абшид».

### Дальнейшая жизнь при Александре I и служба в Баку
В 1801 году повелено было производить Репину пенсион по 2000 рублей в год. В 1805 году он был пожалован землёй, но, по невозможности населить её, просил принять её обратно в казну, за что было Высочайше повелено выдать ему 16000 рублей.
В 1807 году Репин вновь был принять на службу генерал-лейтенантом по армии (со старшинством с 6 июля 1806 года) и откомандирован для приготовления к походу против французов тридцати башкирских и десяти калмыцких команд, расположенных в нескольких внутренних губерниях; но, по заключении с Францией Тильзитского мира, войска эти были распущены, а Репин получил Высочайшую благодарность. 
22 июля 1808 года он был назначен комендантом в город Баку (из «Кавказского календаря на 1889 год» (Тифлис, 1888): «в чине генерала от кавалерии») и, сверх того, ему поручено было управление Бакинской, Дербентской и Кубинской провинциями, а также ведение политических сношений с соседними ханствами. В 1810 году был награждён орденом святой Анны 1-й степени. 25 октября того же года был сделан шефом только что сформированного Бакинского гарнизонного полка (в должности шефа полка оставался до 17 января 1811 года).
В 1813 году, после продолжительного отпуска (ориентировочно: 1811—1813), Репин был отправлен в Могилёвскую губернию для скорейшего расследования беспорядков, произведённых при движении по губернии Малороссийским ополчением под командою графов Гудовичей. 

### Сенат
16 февраля 1816 года ему было повелено присутствовать в Правительствующем сенате, во 2-м департаменте, а в июле того же года было особо Высочайше повелено «казённых денщиков оставить при нём»; 6 сентября 1817 года Репину повелено было присутствовать в Межевом департаменте Сената. 
В 1830 году Репин был уволен в отпуск до излечения болезни.
Скончался Репин 24 ноября 1832 года в Санкт-Петербурге.

## Адреса в Санкт-Петербурге
- 1809 год. Адрес-календарь Санкт-Петербурга. Репин Иван Иванович, генерал-лейтенант, проживает в доме Назимова по Фонтанке № 426 в 4 Адмиралтейской части 5 квартал.

- 1822 год. Адресная книга Санкт-Петербурга.  Репин Иван Иванович проживает в Литейной части дом № 700,в доме Воробьевой.

## Семья
В 1792 году Репин, в то время — подполковник Воронежского гусарского полка, женился на Кристине Андреолли, итальянке-католичке. На этот брак им было запрошено и получено разрешение санкт-петербургской православной консистории. 